# Чухонастовка
 Чухонастовка — село в Камышинском районе Волгоградской области, административный центр  Чухонастовского сельского поселения.
Население — 515 чел. (2021)

## История
Основано в 1823-24 годах государственными крестьянами велико- и малороссами из Харьковской и других губерний. В 1867 году построена церковь, в 1884 году открыта земская школа. В 1890 году отнесено к Романовской области Камышинского уезда Саратовской губернии, до этого относилось к Липовской волости. Крестьяне занимались хлебопашеством, в период до строительства Грязе-Царицынской и Тамбовско-Саратовской железных дорог было распространено чумачество (извоз)
С 1928 года село - центр Чухонастовского сельсовета в составе Камышинского района Камышинского округа (округ ликвидирован в 1934 году) Нижневолжского края (с 1935 года - Сталинградского края, с 1936 года - Сталинградской области, с 1961 года - Волгоградской области).

## Общая физико-географическая характеристика
Село расположено на юге Камышинского района в лесостепи, в пределах Приволжской возвышенности, являющейся частью Восточно-Европейской равнины, на реке Балыклейка, на высоте 95 метров над уровнем моря. Рельеф местности холмисто-равнинный, сильно расчленённый балками и оврагами. Почвы - каштановые.
По автомобильным дорогам расстояние до районного центра города Камышин - 48 км, до областного центра города Волгоград - 160 км.  К селу имеется подъезд от федеральной автодороги Р228 (10 км)
Климат
Климат умеренный континентальный (согласно классификации климатов Кёппена - Dfa). Многолетняя норма осадков - 395 мм. Наибольшее количество осадков выпадает в июле - 47 мм, наименьшее в марте - 22 мм. Среднегодовая температура положительная и составляет + 7,2 С, средняя температура самого холодного месяца января -9,1 С, самого жаркого месяца июля +23,2 С.
Часовой пояс
Чухонастовка, как и вся Волгоградская область, находится в часовой зоне МСК (московское время). Смещение применяемого времени относительно UTC составляет +3:00.

## Население
| 2002 |
| ---- |
| 625  |

| 1860 | 1883 | 1891  | 1894  | 2010 | 2012 | 2013 |
| ---- | ---- | ----- | ----- | ---- | ---- | ---- |
| 694  | ↗703 | ↗1174 | ↗1580 | ↘531 | ↗536 | ↘533 |
| 2014 | 2015 | 2016  | 2017  | 2018 | 2019 | 2020 |
| ↘532 | ↗534 | ↘525  | ↘520  | ↗538 | ↘529 | ↘520 |
| 2021 |      |       |       |      |      |      |
| ↘515 |      |       |       |      |      |      |